# Żabnica (Węgierska Górka)
Żabnica ist eine Ortschaft mit einem Schulzenamt der Gemeinde Węgierska Górka im Powiat Żywiecki der Woiwodschaft Schlesien, Polen.

## Geographie
Der Ort liegt am Bach Żabnica in den Saybuscher Beskiden (Beskid Żywiecki).
Nachbarorte sind Węgierska Górka im Nordwesten, Cięcina im Norden, Cisiec und Milówka im Südwesten.

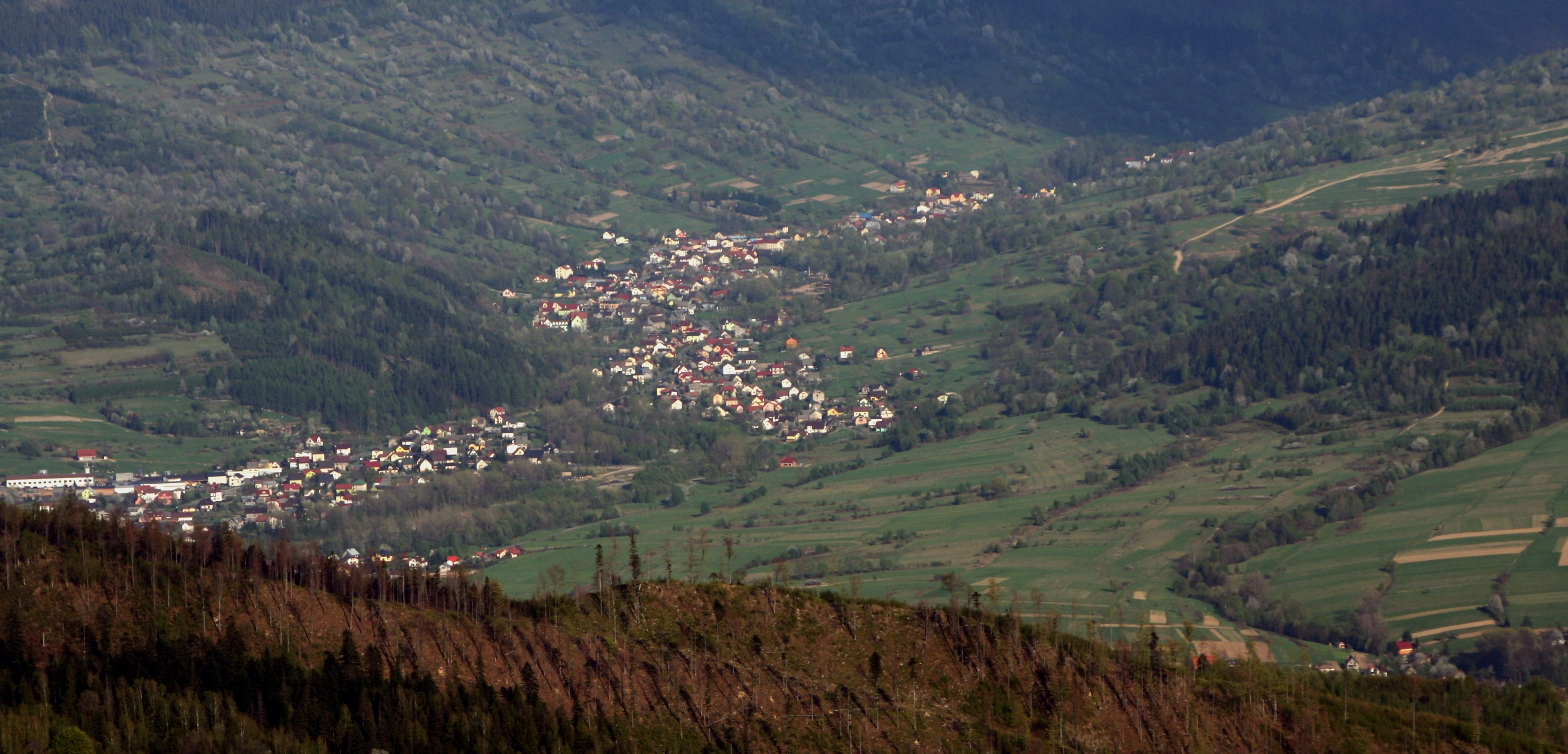
Blick aus Barania Góra.

## Geschichte
Die Siedlung entstand wahrscheinlich in der ersten Hälfte des 17. Jahrhunderts. Sie wurde im Jahre 1628 erstmals urkundlich erwähnt.
Bei der Ersten Teilung Polens kam Żabnica 1772 zum neuen Königreich Galizien und Lodomerien des habsburgischen Kaiserreichs (ab 1804).
Später im 19. Jahrhundert entstanden die Weiler Koloniści (deutsch: Kolonisten) und Niemcy (deutsch: Deutsche). Im Jahre 1900 hatte das Dorf 1966 Einwohner, davon 1855 polnischsprachig, 89 deutschsprachig, 14 sprachen etwas anderes, 1924 waren römisch-katholisch, 31 waren Juden, 1 war anderen Glaubens.
1918, nach dem Ende des Ersten Weltkriegs und dem Zusammenbruch der k.u.k. Monarchie, kam Żabnica zu Polen. Unterbrochen wurde dies nur durch die Besetzung Polens durch die Wehrmacht im Zweiten Weltkrieg.
Von 1975 bis 1998 gehörte Żabnica zur Woiwodschaft Bielsko-Biała.

## Sehenswürdigkeiten
- Katholische Holzkirche, zwischen 1910 und 1919 gebaut
- Holzglockenturm (frühes 20. Jahrhundert)
- Ein Denkmal, 11 polnischen Partisanen gewidmet, die von deutschen Truppen getötet wurden
- Der Bunker Wąwóz

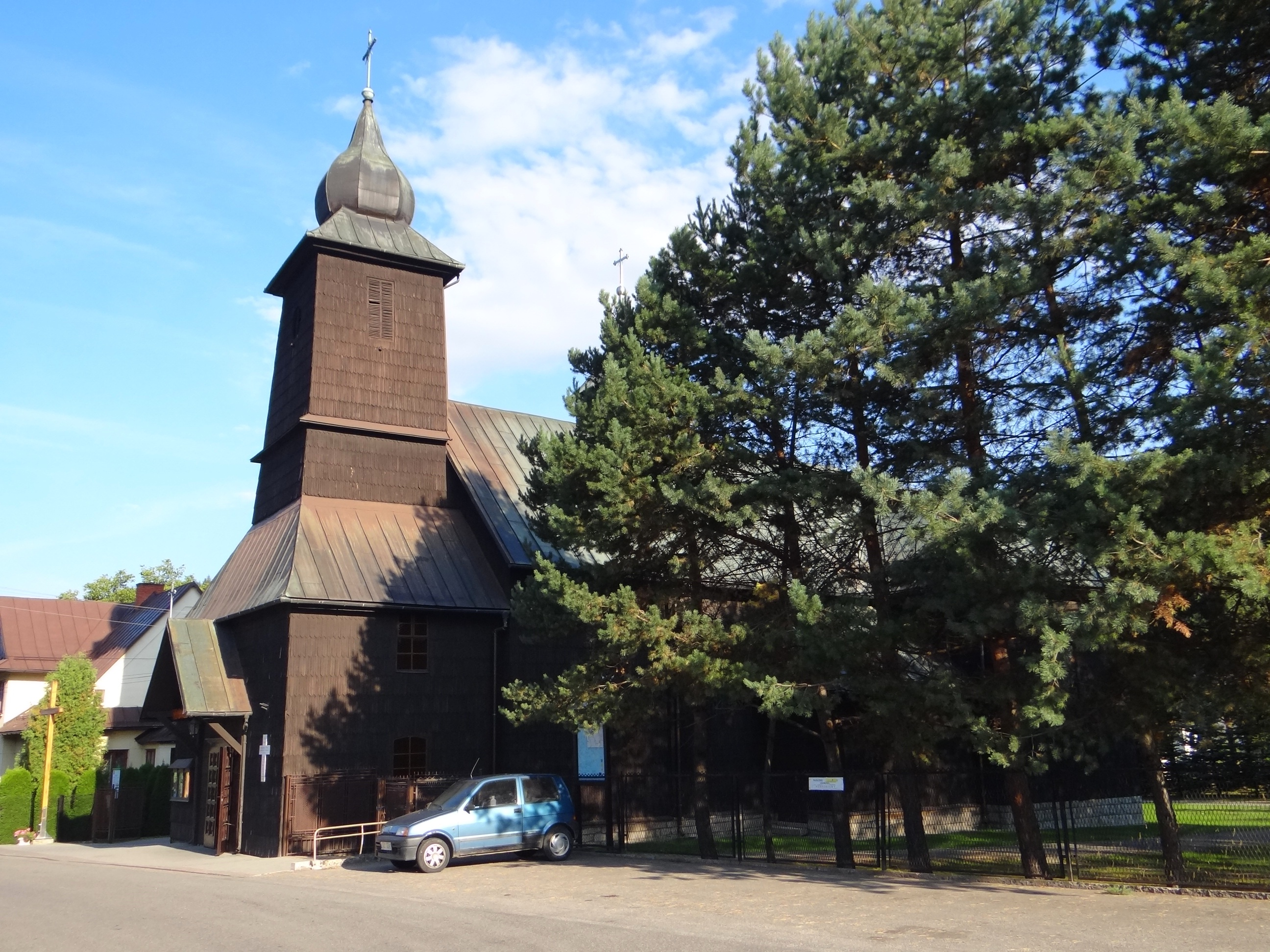
Katholische Holzkirche
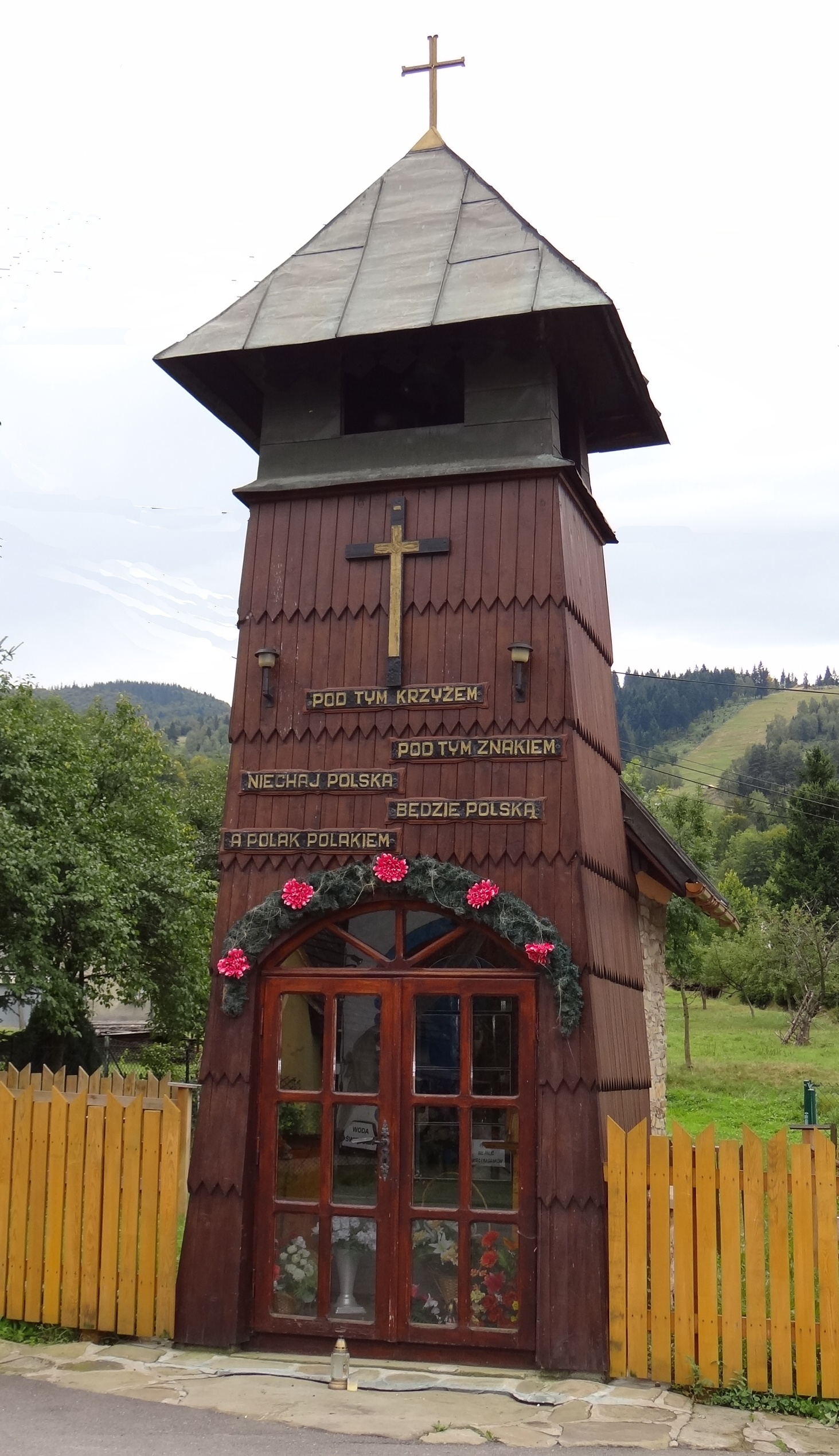
Holzglockenturm
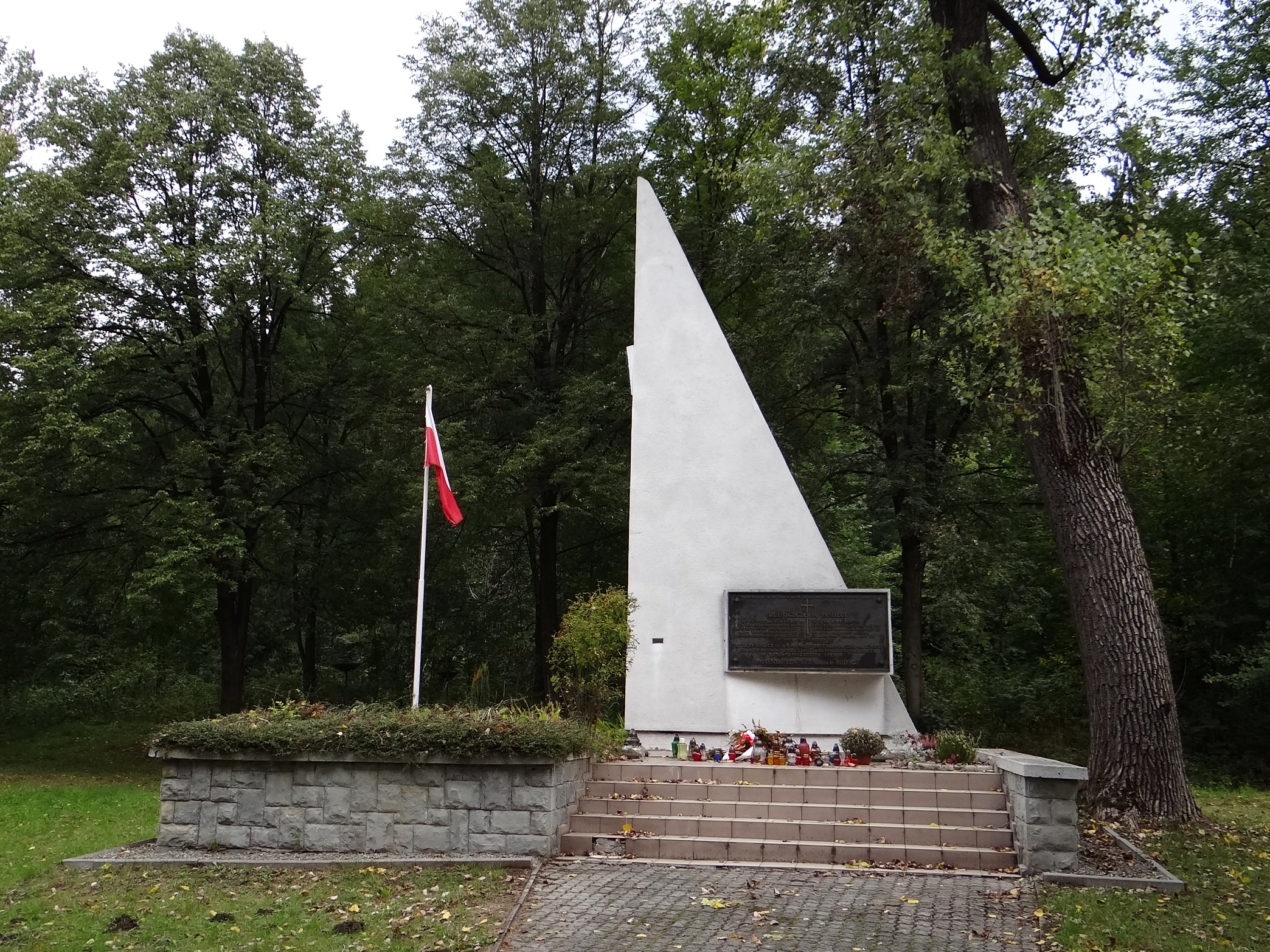
Denkmal
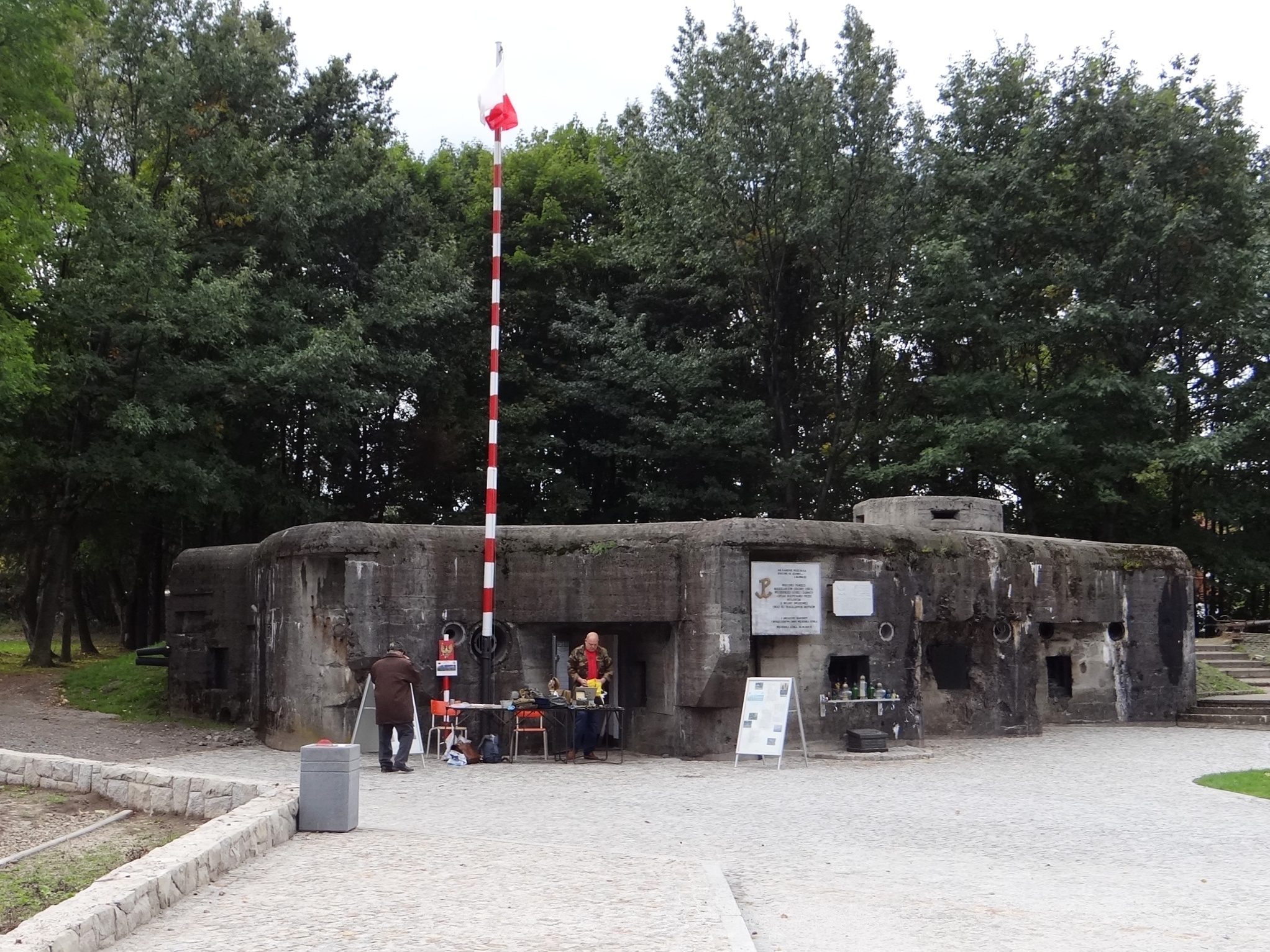
Bunker